# سدر (اسم)
سدر هو اسم علم مذكر ومؤنث من أصل عربي، ومعناه هو شجر النبق مجموعًا أو ورقة، وكانوا يستظلون بظله واحده سدرة، وقد ورد ذكر السدر في القرآن مجموعًا مرتين؛ الأولى ﴿ وأثلٍ وشيءٍ من سدرٍ قليلٍ﴾ [سـبأ من الآية 16 ] والثانية ﴿في سدرٍ مخضودٍ﴾ [ الواقعة 28]و المخضود المقطوع شوكه.

## وصلات خارجية
- موسوعة السلطان قابوس لأسماء العرب نسخة محفوظة 5 أبريل 2019 على موقع واي باك مشين.